# Horst P. Horst

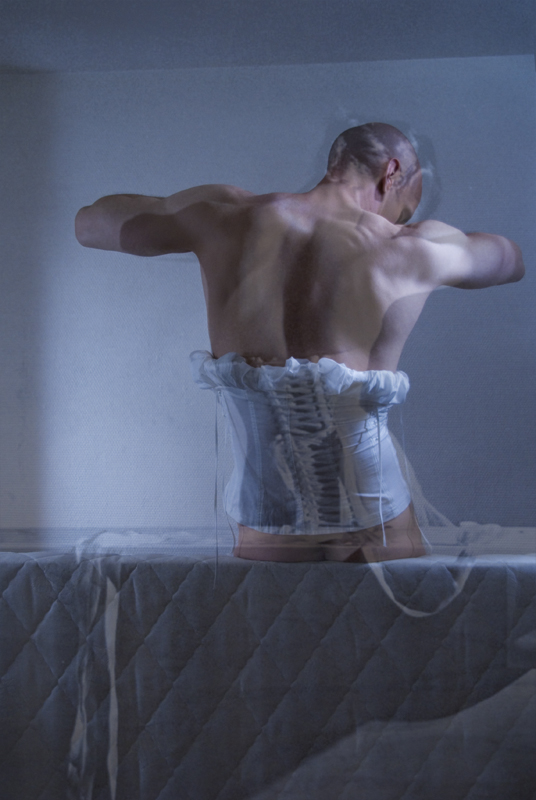
Kyle Cassidy: Muž v korzetu z projektu inspirující se dílem Horsta P. Horsta

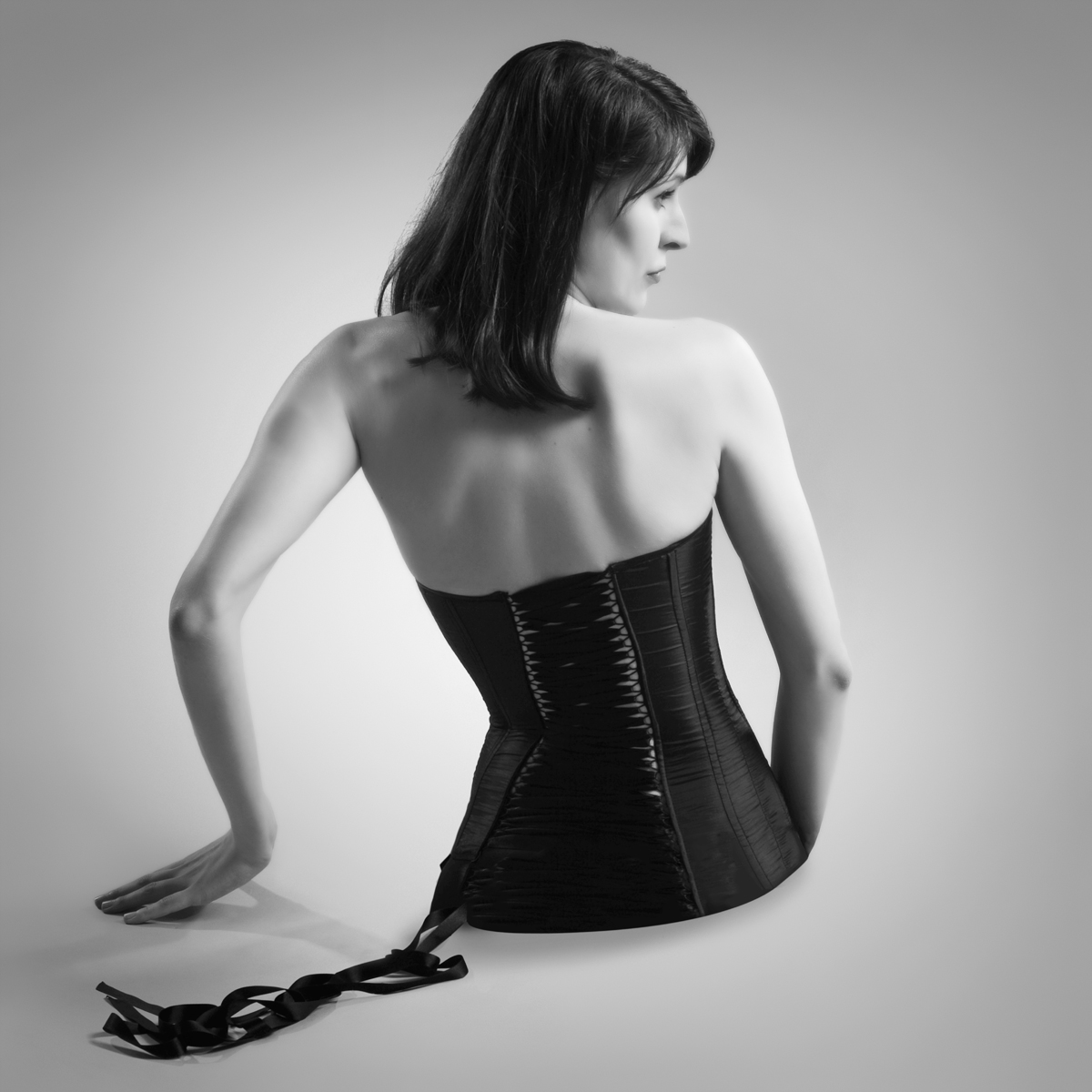
Šimon Pikous: Pocta Horstu P. Horstovi, 2011, model (šaty) Pavla Michalíková

Horst Paul Albert Bohrmann (14. srpna 1906 Weißenfels Německo – 18. listopadu 1999 Palm Beach Gardens, Florida) který je známý pod synonymem Horst P. Horst byl německo americký módní fotograf.

## Život a dílo
Narodil se jako mladší ze dvou synů v německém Weißenfels-an-der Saale Kláře (roz. Schönbrodtové) a Maxovi Bohrmannovým. Jeho otec byl úspěšným obchodníkem. Ve svém mladistvém věku Horst potkal tanečníka Evana Weidemanna v domě své tety, což u něho vzbudilo zájem o avantgardní umění. Ve 20. letech studoval Kunstgewerbeschule v Hamburku, po které odešel studovat do Paříže k architektovi Le Corbusierovi.
Během pobytu v Paříži se seznámil s celou řadou lidí v umělecké komunitě a navštívil řadu galerií. V roce 1930 se setkal s fotografem časopisu Vogue baronem Georgem Hoyningen-Hueneem, napůl šlechticem z Pobalí, napůl Američanem a stal se jeho fotografickým asistentem, příležitostným modelem a milencem. Pak s ním odcestoval do Anglie, kde navštívili fotografa Cecila Beatona, který pracoval pro Britské vydání Vogue. V roce 1931 Horst zahájil spolupráci s Vogue, ve francouzském vydání vyšla jeho první fotografie v listopadu téhož roku. Jednalo se o reklamu na celou stránku, na která byla modelka v černém sametu držíci lahvičku s parfémem Klytia.
Jeho první výstava proběhla v La Plume d'Or v Paříži v roce 1932. Recenzi na ni napsal Janet Flanner v magazínu The New Yorker, díky ní byl Horst téměř okamžitě slavný. Horst ještě v témže roce portrétoval řadu osobností, mezi nimi byli například Bette Davis, další z řady celebrit fotografoval během svého života. Do dvou let fotografoval Noel Coward, Yvonne Printemps, Lisa Fonssagrives, Natasha Paley, Cole Porter, Elsu Schiaparelliovou a další.
Horst si v roce 1937 pronajal byt v New Yorku, kde se setkal s Coco Chanel, kterou Horst nazýval "královnou všech věcí". Fotografoval ji pro módní časopisy po tři desetiletí.
V roce 1938 potkal Valentina Lawforda, britského diplomata, se kterým žili v páru až do Lawfordovy smrti v roce 1991. Společně adoptovali a vychovali syna Richarda J. Horsta.
Zemřel ve svém domě na Palm Beach Gardens, Florida když mu bylo 93 let.

## Publikace
Knihy obsahující fotografie autora:
- 1944 Photographs of a Decade
- 1946 Patterns from Nature – a collection of plant still lifes
- 1968 Vogue's Book of Houses, Gardens, People
- 1984 Horst, His Work and His World
- 1971 Salute to the Thirties (A Studio Book)
- 1991 Horst - Sixty Years of Photography – this book contains a selection of his work, including his most famous photographs.
- 1993 Horst : Interiors
- 1997 Horst P Horst: Magician of Lights
- 2001 Horst Portraits : 60 Years of Style
- Spezial Fotografie: Portfolio No. 24